# Сандомежка котловина
Сандомежката котловина или Сандомирска котловина (на полски: Kotlina Sandomierska) e обширна котловинна низина в Югоизточна Полша, заемаща долината на горното течение та река Висла, долината на нейния десен приток Сан и междуречието им, част от т.нар. Предкарпатска синклинала. На запад, изток и юг релефът на котловината постепенно се повишава съответно към Малополското възвишение, Люблинското възвишение и северните подножия на Източните Бескиди. Средната надморска височина е 150 – 250 m, минимална 138 m (устието на Сан във Висла). Изградена е предимно от алувиални наслаги. Освен реките Висла и Сан през нея преминават и множество други реки Раба, Дунаец, Вислока, Вислок, Танев и др. със своите долни течения. Почти повсеместно котловината е земеделски усвоена, като се отглеждат предимно ръж и картофи. На изток големи участъци са заети от пасища и широколистнш гори. Цялата котловина е гъсто заселена, като най-големите градове са Сандомеж, Жешов, Пшемишъл, Тарнобжег, Тарнов и др.